# Tomball
Tomball és una població dels Estats Units a l'estat de Texas. Segons el cens del 2000 tenia 9.843 habitants.

## Demografia
Segons el cens del 2000, Tomball tenia 26.459 habitants, 19.237 habitatges, i 20.134 famílies. La densitat de població era de 345,7 habitants per km².
Dels 19.237 habitatges en un 33,8% hi vivien nens de menys de 18 anys, en un 44,6% hi vivien parelles casades, en un 13,7% dones solteres, i en un 36,9% no eren unitats familiars. En el 30,5% dels habitatges hi vivien persones soles el 12,6% de les quals corresponia a persones de 65 anys o més que vivien soles. El nombre mitjà de persones vivint en cada habitatge era de 2,43 i el nombre mitjà de persones que vivien en cada família era de 3,03.
Per edats la població es repartia de la següent manera: un 25,3% tenia menys de 18 anys, un 10,6% entre 18 i 24, un 29,8% entre 25 i 44, un 18,6% de 45 a 60 i un 15,7% 65 anys o més.
L'edat mediana era de 35 anys. Per cada 100 dones de 18 o més anys hi havia 83 homes.
La renda mediana per habitatge era de 37.787 $ i la renda mediana per família de 45.764 $. Els homes tenien una renda mediana de 38.059 $ mentre que les dones 26.799 $. La renda per capita de la població era de 20.331 $. Aproximadament el 4,5% de les famílies i el 7,3% de la població estaven per davall del llindar de pobresa.

## Poblacions més properes
El següent diagrama mostra les poblacions més properes.